# قارچ طوطی
قارچ طوطی (نام علمی: Hygrocybe psittacina) نام یک گونه از راسته قارچ‌های تیغک‌دار است.